# Austrothaumalea bicornis
Austrothaumalea bicornis är en tvåvingeart som beskrevs av Sinclair 2008. Austrothaumalea bicornis ingår i släktet Austrothaumalea och familjen mätarmyggor. Inga underarter finns listade.